# Hello Kitty (cançó d'Avril Lavigne)
Hello Kitty (literalment en català «hola gateta») és una cançó de la cantautora canadenca Avril Lavigne, llançada com a quart single del seu cinquè àlbum d'estudi, Avril Lavigne, el 2013. La cançó ha estat escrita per Chad Kroeger, David Hodges i Martin Johnson i produïda per Kroeger, Hodges i addicionalment per Brandon Paddock i Kyle Moorman.
Musiclament, “Hello Kitty” és una cançó electro-pop que s'apropa al k-pop i j-pop, fortament influenciada pel hard rock i el punk pop, tot i tenir algunes pinzellades de dubstep. Amb aquesta cançó, la cantant es llançava per primera vegada en l'electrònica experimental. El tema, tracta d'un amor “agressiu” amb el personatge de ficció, Kitty, en festes de pijama. El fet d'haver agafat aquest personatge s'explica per l'obsessió de la cantant en totes les coses relacionades amb Hello Kitty. Després del llançament de l'àlbum, la cançó va rebre ràpidament crítiques dels diferents crítics de música contemporània.